# Luna Star
Luna Star (Havanna, Kuba, 1989. május 25. –) Kubában született amerikai pornószínésznő.

## Életpályája
Kubában született és 15 esztendős koráig ott is élt. Elmondása szerint szülei Kubában népszerű embereknek számítottak, édesanyja a kormánynak, édesapja pedig egy Walmarthoz hasonlítható boltban dolgozott. 15 évesen Miamiba költözött, majd főiskolai diplomát szerzett.
Majd 2012-ben szerződést kötött a MOFOS felnőttfilmes céggel és elkezdte pályafutását a felnőttfilmek műfajában. Először 2013-ban forgatta le első hardcore filmjeit. Később olyan szintén nevezetes cégekkel dolgozott együtt, mint a Hustler, Bangbros, Brazzers, Reality Kings vagy Naughty America. Jelenleg is a floridai Miamiban él.
2016-ban az XBIZ díjátadón díjat nyert a legjobb szexjelenet kategóriában, 2019-ben a NightMoves díjátadón is díjat vehetett át, szintén ebben az esztendőben az Urban X díjátadón az év női színészének választották. 2015-ben és 2021-ben az AVN díjátadón két alkalommal is jelölték díjakra, azonban ezeken végül nem nyert.
2018-ban Asa Akirával közösen szerepelt a Pornhub hivatalos Youtube csatornájának egyik videójában.
2020 januárjában Abella Dangerrel együtt szélesebb körben is ismertté vált, amikor a két pornósztár egy nyereményjáték részeként pizzát szállított ki 2020. február 2-án, az 54. Super Bowl LIV estéjén a futballrajongóknak Miamiban.

## Díjai
| Év   | Díjátadó          | Díj megnevezése            | Film                         | Forrás |
| ---- | ----------------- | -------------------------- | ---------------------------- | ------ |
| 2016 | XBIZ Awards       | Legjobb szexjelenet        | Let's Play Doctor (Brazzers) | [ 7 ]  |
| 2019 | NightMoves Awards | Legjobb fenék              | —                            | [ 8 ]  |
| 2019 | UrbanX Awards     | Az év legjobb női színésze | —                            | [ 9 ]  |